# Obituary
Obituary este una dintre formațiile fondatoare ale genului death metal. S-a înființat în Tampa, Florida (Statele Unite) sub titulatura Xecutioner în anul 1986. La scurt timp după lansarea albumului de debut și-au schimbat denumirea în Obituary, care înseamnă "necrolog" în limba engleză. Obituary rămîne și la ora actuală o formație de referință pentru curentul death metal din Florida, curent care a apărut la sfârșitul anilor '80. Cause of Death, lansat în 1990 a devenit un album-cult al genului, iar John Tardy a fost recunoscut ca primul vocalist care a folosit așa-numita voce death grunt, o voce agresivă, tipică genului, cu o tonalitate foarte joasă. Formația s-a destrămat în 1997 și s-a reunit în 2003. Pe perioada hiatus-ului, Donald Tardy a activat în trupa lui Andrew W.K., iar Allen West s-a concentrat asupra celor două proiecte ale sale, Lowbrow și Six Feet Under. Trevor Peres a fondat trupa Catastrophic în 2001, care continuă să co-existe cu Obituary. Primul album de după reuniune, Frozen in Time a fost lansat în 2005, iar un an mai tîrziu a ieșit DVD-ul Frozen Alive, care cuprinde înregistrări video din turneul european de promovare al albumului de studio.
În mai 2007 chitaristul Allen West a fost arestat pentru conducere sub influența alcoolului pentru a patra oară consecutiv și a fost încarcerat până în februarie 2008. Locul său a fost preluat temporar de către Ralph Santolla, care a mai colaborat cu Deicide, Death, Iced Earth, precum și cu trupa lui Sebastian Bach (Skid Row).
În august 2007 a apărut cel mai nou disc Obituary cu titlul Xecutioner's Return (aluzie la titulatura lor originala - Xecutioner) sub egida Candlelight Records. A fost foarte bine primit de public și de critici.

## Membri actuali
- John Tardy - voce
- Trevor Peres - chitară
- Terry Butler - chitară bas
- Donald Tardy - baterie
- Ken Andrews - chitară

## Foști membri
- James Murphy - chitară
- Daniel Tucker - chitară bas
- Allen West - chitară

## Discografie
- Slowly We Rot (1989)
- Cause Of Death (1990)
- The End Complete (1992)
- World Demise (1994)
- Back From The Dead (1997)
- Frozen in Time (2005)
- Xecutioner's Return (2007)
- Darkest Day (2009)
- Inked in Blood (2014)
- Obituary (2017)
- Dying of Everything (2023)

## Obituary în România
Primul concert Obituary din România a avut loc în 17 iunie 2006 la Arenele Romane (parcul Carol I) - București.
Al doilea a avut loc la București/Tunari, cu ocazia B'Estfest Summer Camp 2012.
A urmat concertul de la Râșnov, la Rockstadt Extreme Fest în perioada 14 - 16 august 2014.
Ultimul concert al trupei în România a avut loc în 15 noiembrie 2016 la Arenele Romane din București, în cadrul Battle of the Bays Europe Tour.